# Chích chòe trán trắng
Chích chòe trán trắng, tên khoa học Copsychus luzoniensis, là một loài chim trong họ Muscicapidae. Đây là loài đặc hữu của Philippin.